# 菊 (駆逐艦)
| パラオ大空襲で攻撃される第三十一号哨戒艇（菊、1944年） | |
| 艦歴                                                   | |
| 計画                                                   | 1917年度 |
| 起工                                                   | 1920年1月20日 |
| 進水                                                   | 1920年10月13日 |
| 就役                                                   | 1920年12月10日 |
| その後                                                 | 1940年4月1日哨戒艇編入、第三十一号哨戒艇と改名 1941年高速輸送艦に改造 1944年3月30日空襲により沈没                 |
| 除籍                                                   | 1944年5月10日 |
| 性能諸元（計画）                                       | |
| 排水量                                                 | 基準：公表値 770トン 常備：850.00トン                                                                             |
| 全長                                                   | 全長：290 ft 0 in (88.39 m) 水線長：280 ft 0 in (85.34 m) 垂線間長：275 ft 0 in (83.82 m)                         |
| 全幅                                                   | 26 ft 0 in (7.92 m)または7.93m                                                                                    |
| 吃水                                                   | 8 ft 0 in (2.44 m)                                                                                                |
| 深さ                                                   | 16 ft 3 in (4.95 m)                                                                                               |
| 推進                                                   | 2軸 x 400rpm 直径 8 ft 6 in (2.59 m)、ピッチ3.378m または直径2.565m、ピッチ3.353m                                 |
| 機関                                                   | 主機：ブラウン・カーチス式オールギアードタービン(高低圧) 2基 出力：21,500shp ボイラー：ロ号艦本式缶(重油専焼) 3基 |
| 速力                                                   | 36ノット |
| 燃料                                                   | 重油250トン |
| 航続距離                                               | 3,000カイリ / 14ノット                                                                                            |
| 乗員                                                   | 計画乗員 107名 竣工時定員 110名                                                                                   |
| 兵装                                                   | 45口径三年式12cm砲 単装3門 三年式機砲 2挺 53cm連装発射管 2基4門 魚雷8本                                           |
| 搭載艇                                                 | 内火艇1隻、18ftカッター2隻、20ft通船1隻                                                                           |
| 備考                                                   | ※トンは英トン |

菊（きく）は、大日本帝国海軍の駆逐艦で、樅型駆逐艦の9番艦である。

## 艦歴
1920年（大正9年）1月20日、神戸川崎造船所で起工。同年10月13日午前7時進水。同年12月10日竣工。
1937年（昭和12年）、日中戦争において華北沿岸の作戦に参加した。
1940年（昭和15年）4月1日、哨戒艇に類別変更。第三十一号哨戒艇に改称。
太平洋戦争において南方での海上護衛、哨戒作戦に参加。1944年（昭和19年）3月30日、米空母航空機の攻撃により沈没（パラオ西水道）。同年5月10日に除籍。

## 艦長
※『日本海軍史』第9巻・第10巻の「将官履歴」及び『官報』に基づく。
艤装員長
- 吉田健介 少佐：1920年10月14日[7] -

駆逐艦長
- 吉田健介 少佐：1920年12月10日[8] - 1921年12月1日[9]
- 渋谷荘司 少佐：1921年12月1日[9] - 1922年5月1日[10]
- 山田定男 少佐：1922年5月1日[10] - 1924年12月1日[11]
- 鈴木田幸造 少佐：1924年12月1日[11] - 1925年12月7日[12]
- 野末信次郎 少佐：1925年12月7日[12] - 1926年11月1日[13]
- 西村祥治 少佐：1926年11月1日 - 1927年11月1日
- 伊藤皎 少佐：1927年11月1日[14] - 1928年12月10日[15]
- （兼）池田久雄 少佐：1928年12月10日[15] - 1929年9月29日[16]
- （兼）境澄信 中佐：1929年9月29日[16] - 1929年11月30日[17]
- （兼）中川浩 少佐：1929年11月30日 - 1930年11月1日
- 清水利夫 大尉：1930年11月1日 - 1931年10月24日
- 橘雄次 少佐：1931年10月24日[18] - 1932年11月15日[19]
- 杉野修一 少佐：1932年11月15日[19] - 1933年11月15日[20]
- 七字恒雄 少佐：1933年11月15日[20] - 1934年6月1日[21]
- 前川新一郎 大尉：1934年6月1日 - 1934年11月15日
- （兼）鈴木正明 少佐：1934年11月15日[22] - 1935年10月31日[23]
- 鈴木正明 少佐：1935年10月31日[23] - 1936年12月1日[24]
- 松原瀧三郎 少佐：1936年12月1日[24] - 1938年8月1日[25]
- 吉田正一 少佐：1938年8月1日[25] - 1938年12月1日[26]
- 工藤俊作 少佐：1938年12月1日[26] -